# Krak des Chevaliers
Krak des Chevaliers er en borg i det nordlige Syrien ca. 30 km vest for byen Homs. Borgen ligger øverst på en 650 m høj bakke, og dens mure er op mod 8 m tykke. Der er syv vagttårne på 8-10 m i diameter med et godt overblik over den eneste vej mellem Antiochia og Beirut. Borgen har som et af få steder i verden bevarede eksempler på korsridderne freskomalerier.

## Historie
Området var fra tidlige tider skueplads for mange konflikter mellem de talrige folkeslag, der boede der eller var interesserede i at få magten over området. Der blev derfor opført mange fæstningsværker, som dog alle gik til grunde igen. Romerne, byzantinerne og ummayyaderne satte deres præg på området. Krak des Chevaliers blev bygget i 1031 til emiren af Aleppo, men under det første korstog i 1099 blev det erobret af korsridderne.
Omkring 1144 blev det givet videre til Johanniterordenen, der efter at have ombygget borgen brugte den som hovedkvarter. Den fik en ydermur og blev en koncentrisk borg, og den var den største borg på kristne hænder i Mellemøsten. Der boede 50-60 munke sammen med stormesteren samt op mod 2000 soldater.
Omkring år 1200 blev området ramt af jordskælv, der gav en del skader på borgen. Borgen blev endvidere forsøgt indtaget flere gange af islamiske herskere, men først i 1271 blev beboerne narret til at åbne for Baibars, sultanen af Cairo. Borgen blev herefter benyttet som fæstningsværk til begyndelsen af det 19. århundrede, hvor den blev forladt.
Da Frankrig efter 1. verdenskrig forvaltede Folkeforbundets mandat over området, blev der indledt en rekonstruktion, og efter Syriens selvstændighed efter 2. verdenskrig blev borgen statsejendom. Den er optaget på UNESCO's Verdensarvsliste sammen med citadellet Qal'at Salah El-Din, der ligger nord for borgen.
34°45′25″N 36°17′41″Ø / 34.7569°N 36.2947°Ø